# Pääkaupunkiseudun Kaupunkiliikenne
Pääkauppunkiseudun Kaupunkiliikenne Oy (en français : Transports urbains de la région de la capitale) est une entreprise de transports publics finlandaise,.

## Histoire
La Société par actions Helsingin Raitiotieja Omnibus (HRO) a été fondée en 1888.
L'entreprise privée était responsable de la construction et de l'exploitation du premier tramway d'Helsinki.
La ville d'Helsinki a acheté les actifs de HRO en 1944 et l'Établissement des transports de la ville d'Helsinki (HKL) a commencé à fonctionner en tant qu'entreprise municipale en 1945.
HKL a été transformée en société anonyme à partir du 1er février 2022.
Ses activités se poursuivent, le nom de l'entreprise est Pääkauppunkiseudun Kaupunkiliikenne Oy.

## Description
Pääkauppunkiseudun Kaupunkiliikenne Oy est une coentreprise de la ville d'Helsinki et la ville de Vantaa.
L'entreprise de transports publics exploite le tramway d'Helsinki et, à l'avenir, le Tramway de Vantaa.
Ses activités ont commencé le 1er février 2022, lorsque l'Établissement des transports de la ville d'Helsinki (HKL) a été transformée en Société à responsabilité limitée.
L'entreprise Suomenlinnan Liikenne qui assure les traversées pour Suomenlinna est une filiale de l'entreprise Pääkauppunkiseudun Kaupunkiliikenne Oy.
Les transports en métro ne sont pas jusqu'à présent dans le périmètre de la nouvelle société, mais de la responsabilité de HKL,.

## Chiffres clés
| Élément                               | Nombre         |
| ------------------------------------- | -------------- |
| Chiffre d'affaires                    | 215 millions € |
| Résultat net                          | 2,3 millions € |
| Nombre d'employés                     | 1354           |
| Part des transports publics régionaux | 37 %           |
| Longueur de voies de tramway          | 89 km          |
| Nombre d'arrêts de tramway            | 365            |
| Nombre de tramways                    | 137            |
| Longueur de voies de métro            | 43 km          |
| Nombre de stations de métro           | 30             |
| Nombre de rames de métro              | 50             |
| Nombre de stations de vélo            | 460            |
| Nombre de vélos en location           | 4600           |
| Source,                               |                |